# Jean Deloche
Pour les articles homonymes, voir Deloche.
Jean Deloche, né le 19 septembre 1929 au Grand-Bornand (Haute-Savoie) et mort le 3 décembre 2019 à Pondichéry (Inde) à l'âge de 90 ans, est un savant indianiste et chercheur français, correspondant de l’École française d'Extrême Orient (EFEO) à Pondichéry.

## Biographie
Lors d'un voyage en Inde à pied en 1951-1952, Jean Deloche et son épouse Jeanine se lient d'amitié avec Indira Gandhi, fille du Premier Ministre Jawaharlal Nehru. De retour en France en 1954, il reprend des études d'histoire.
De 1961 à 1962, Jean Deloche est professeur au lycée Suryavarman II à Siem Reap au Cambodge puis de 1962 à 1966, il est directeur de l’Alliance française de Madras (aujourd'hui Chennai). En 1966, il intègre l’EFEO comme chargé de recherche, puis maître de recherche en poste à Pondichéry,. En 1982, il obtient son doctorat d'État ès-Lettres et Sciences Humaines. De 1992 à 1994, il est responsable du centre d’histoire et d’archéologie de l’EFEO à Pondichéry dont il est membre associé.

### Recherches
Ses recherches s’organisent autour de deux pôles : le premier est la publication de manuscrits français du XVIIIe siècle ayant une importance capitale pour l’histoire politique, économique et sociale de l’Inde. Il a publié le récit du comte de Modave dans l’Inde du Nord considéré par les spécialistes comme la meilleure description de l’Empire moghol après celui de Bernier, l’épopée de Jean-Baptiste Chevalier dans l’Inde orientale qui est le premier récit en langue européenne sur le royaume d’Assam, le témoignage vivant du Jésuite François-Xavier Wendel sur l’éphémère royaume jat, enfin la longue expérience de l’Inde du grand naturaliste Pierre Sonnerat.
Le second pôle concerne l’histoire de la technologie indienne. Ses minutieuses recherches sur les techniques de transport, les voitures, les bateaux, les ponts, ont fait l’objet d’une vaste synthèse publiée en français et en anglais et reproduite en partie dans le deuxième volume d'History of Technology in India. Il a en particulier signalé les premières représentations du gouvernail d’étambot et du fer à cheval en Inde. Il a fait aussi une étude remarquée sur les ponts en Inde. Ses travaux sur les fortifications de l’Inde qui traitent principalement des ouvrages fortifiés du Sud de la péninsule apportent une nouvelle typologie en architecture militaire. Il se définissait comme un historien des technologies en Inde.
Sur la création de Pondichéry, généralement attribuée aux Français, il a montré que la ville a grandi selon un plan d’urbanisme rigoureux conçu par un ingénieur cartographe hollandais à la fin du XVIIe siècle. Enfin, fondées entièrement sur l’utilisation des documents iconographiques, les enquêtes qu’il a menées sur les techniques militaires au temps des Hoysalas, le harnachement du cheval et la vie quotidienne à la période nayaka, représentent une nouveauté méthodologique.

## Prix et distinction
- 2008 Prix Hirayama par l'Académie des Inscriptions et Belles-Lettres de Paris[6].

## Expositions
- Old Pondicherry (1673-1824) Revisited, 9 panneaux couleur, Pondichéry, 2004.
- Old Mahé (1721-1817) according to Eighteenth Century French Plans, 8 panneaux couleur, Pondichéry, 2013.
- Old Chandernagore (1673-1824) according to Eighteenth Century Plans, 5 panneaux couleur, Kolkata, 2016.
- Les cinq comptoirs français de l’Inde (Pondichéry, Chandernagor, Mahé, Karikal, Yanaon), d’après les plans du XVIIIe siècle (1673-1824), 27 panneaux, Morlaix, 2017.